# Discovery Tour
Die Discovery Tour war die sechste Konzerttournee des britischen Komponisten und Multiinstrumentalisten Mike Oldfield. Auf dieser Tour bewarb er sein neuntes Studioalbum Discovery (1984).

## Hintergrund
Zwei Monate nach Veröffentlichung von Discovery startete Mike Oldfield am 19. August 1984 in Neunkirchen am Brand seine Discovery Tour, die am 10. November des gleichen Jahres in Straßburg endete. Die Tournee dauerte ca. dreieinhalb Monate und beschränkte sich ausschließlich auf Konzerte auf dem europäischen Festland. Aus steuerlichen Gründen lehnte Oldfield es ab, Konzerte in Großbritannien zu geben. Stattdessen trat er zum ersten Mal seit 1981 wieder in Italien auf.
Geprägt wurde die Tournee vor allem durch die bereits vorprogrammierten Soundspuren des damals neuartigen digitalen Synthesizers Fairlight CMI, die von Oldfield in Zusammenarbeit mit dem österreichischen Musiker Harald Zuschrader erstellt wurden. Zuschrader bediente während der Konzerte zwei Fairlight-Computer im hinteren Bereich der Bühne.
Bis zur Premiere von Tubular Bells II am Edinburgh Castle im September 1992 waren die Shows dieser Tour auch für längere Zeit die letzten Liveauftritte Oldfields, da er sich neben der Musik zunehmend der Eigenproduktion seiner Musikvideos widmete.

## Liveaufnahmen
Es gab Überlegungen, während dieser Tour Aufnahmen für ein zweites Mike Oldfield-Livealbum zu machen, diese Pläne wurden jedoch nicht realisiert. Videomitschnitte der Konzerte in San Sebastián (23. August 1984) und Viareggio (8. September 1984) wurden jedoch unvollständig im Fernsehen ausgestrahlt und kursieren als Bootleg-Aufnahmen. Zusätzlich existiert auch eine Soundboard-Aufnahme des vollständigen Auftritts in Viareggio, ebenfalls als Bootleg.

## Setlist

### Beispiel-Setlist
- Platinum (Part 1): Airbourne
- Platinum (Part 3): Charleston
- Platinum (Part 4): North Star
- Excerpt from Tubular Bells, Part Two
- In High Places
- Foreign Affair
- Mount Teidi
- Crime of Passion
- Excerpt from Taurus I
- Excerpt from Taurus II
- The Lake
- Five Miles Out
- Crises
- To France
- Poison Arrows
- Crystal Gazing
- Tricks of the Light
- Discovery
- Talk About Your Life
- Saved by a Bell
- Moonlight Shadow
- Taurus III
- Shadow on the Wall

## Tourdaten
| Nr. | Datum              | Stadt                | Land        | Veranstaltungsort            |
| --- | ------------------ | -------------------- | ----------- | ---------------------------- |
| 1   | 19. August 1984    | Neunkirchen am Brand | Deutschland | Hemmerleinhalle              |
| 2   | 23. August 1984    | San Sebastián        | Spanien     | Velódromo de Anoeta          |
| 3   | 25. August 1984    | Barcelona            | Spanien     | Camp Municipal Narcís Sala   |
| 4   | 27. August 1984    | Madrid               | Spanien     | Estadio Román Valero         |
| 5   | 29. August 1984    | Dax                  | Frankreich  | Les Arènes                   |
| 6   | 31. August 1984    | Orange               | Frankreich  | Théâtre Antique              |
| 7   | 1. September 1984  | Nizza                | Frankreich  | Stade de l’Ouest             |
| 8   | 4. September 1984  | Rom                  | Italien     | PalaEUR                      |
| 9   | 6. September 1984  | Genua                | Italien     | Palasport                    |
| 10  | 8. September 1984  | Viareggio            | Italien     | Teatro Tenda Bussoladomani   |
| 11  | 10. September 1984 | Mailand              | Italien     | Palazzone                    |
| 12  | 12. September 1984 | Verona               | Italien     | Arena                        |
| 13  | 13. September 1984 | Verona               | Italien     | Arena                        |
| 14  | 16. September 1984 | Göteborg             | Schweden    | Scandinavium                 |
| 15  | 17. September 1984 | Odense               | Danemark    | Fyns Forum                   |
| 16  | 18. September 1984 | Brøndby              | Danemark    | Brøndby Hallen               |
| 17  | 20. September 1984 | Lund                 | Schweden    | Olympen                      |
| 18  | 21. September 1984 | Oslo                 | Norwegen    | Ekeberghallen                |
| 19  | 22. September 1984 | Stockholm            | Schweden    | Johanneshovs Isstadion       |
| 20  | 24. September 1984 | Siegen               | Deutschland | Siegerlandhalle              |
| 21  | 26. September 1984 | Mannheim             | Deutschland | Eisstadion am Friedrichspark |
| 22  | 27. September 1984 | Frankfurt am Main    | Deutschland | Festhalle                    |
| 23  | 29. September 1984 | Basel                | Schweiz     | St. Jakobshalle              |
| 24  | 1. Oktober 1984    | Wien                 | Osterreich  | Stadthalle                   |
| 25  | 3. Oktober 1984    | Stuttgart            | Deutschland | Schleyerhalle                |
| 26  | 4. Oktober 1984    | Karlsruhe            | Deutschland | Schwarzwaldhalle             |
| 27  | 5. Oktober 1984    | Dortmund             | Deutschland | Westfalenhalle               |
| 28  | 7. Oktober 1984    | Kassel               | Deutschland | Eissporthalle                |
| 29  | 8. Oktober 1984    | Köln                 | Deutschland | Sporthalle                   |
| 30  | 9. Oktober 1984    | Düsseldorf           | Deutschland | Philipshalle                 |
| 31  | 11. Oktober 1984   | Brüssel              | Belgien     | Forest National              |
| 32  | 12. Oktober 1984   | Hannover             | Deutschland | Europahalle                  |
| 33  | 13. Oktober 1984   | Würzburg             | Deutschland | Carl-Diem-Halle              |
| 34  | 15. Oktober 1984   | Münster              | Deutschland | Halle Münsterland            |
| 35  | 16. Oktober 1984   | Hamburg              | Deutschland | Alsterdorfer Sporthalle      |
| 36  | 17. Oktober 1984   | Bremen               | Deutschland | Stadthalle                   |
| 37  | 19. Oktober 1984   | Lausanne             | Schweiz     | Halle des Fêtes              |
| 38  | 20. Oktober 1984   | Zürich               | Schweiz     | Hallenstadion                |
| 39  | 21. Oktober 1984   | Zürich               | Schweiz     | Hallenstadion                |
| 40  | 23. Oktober 1984   | Offenburg            | Deutschland | Ortenauhalle                 |
| 41  | 24. Oktober 1984   | Friedrichshafen      | Deutschland | Messehalle                   |
| 42  | 26. Oktober 1984   | München              | Deutschland | Olympiahalle                 |
| 43  | 27. Oktober 1984   | Passau               | Deutschland | Nibelungenhalle              |
| 44  | 29. Oktober 1984   | Berlin               | Deutschland | Deutschlandhalle             |
| 45  | 30. Oktober 1984   | Kiel                 | Deutschland | Ostseehalle                  |
| 46  | 1. November 1984   | Rotterdam            | Niederlande | Sportpaleis Ahoy’            |
| 47  | 2. November 1984   | Saarbrücken          | Deutschland | Saarlandhalle                |
| 48  | 4. November 1984   | Brest                | Frankreich  | Parc de Penfeld              |
| 49  | 5. November 1984   | Paris                | Frankreich  | Palais Omnisport de Bercy    |
| 50  | 6. November 1984   | Lyon                 | Frankreich  | Palais des Sports            |
| 51  | 7. November 1984   | Toulouse             | Frankreich  | Complexe Compans-Caffarelli  |
| 52  | 8. November 1984   | Bordeaux             | Frankreich  | Patinoire de Mériadeck       |
| 53  | 9. November 1984   | Clermont-Ferrand     | Frankreich  | Maison des Sports            |
| 54  | 10. November 1984  | Straßburg            | Frankreich  | Hall Rhénus                  |

## Band
- Mike Oldfield – Gitarre, Bass
- Phil Spalding – Gitarre, Bass, Hintergrundgesang
- Mickey Simmonds – Keyboards, Vocoder
- Harald Zuschrader – Fairlight CMI
- Simon Phillips – Schlagzeug, Percussion
- Maggie Reilly – Gesang
- Barry Palmer – Gesang